# フロンティア・デベロップメンツ
フロンティア・デベロップメンツ（英: Frontier Developments PLC.）は、1994年にイギリス・イングランドのケンブリッジ・サイエンスパークにデビッド・ブレイベンが設立したビデオゲーム開発会社。遊園地の建設管理シミュレーションゲームである『プラネットコースター』や動物園の建設管理シミュレーションゲームである『プラネット ズー』、『エリート デンジャラス』を含むデビッド・ブレイベンによる「エリートシリーズ」を制作。社名はデビッド・ブレイベンが開発に関わった『フロンティア エリートII』や『フロンティア ファースト エンカウンターズ』が由来。2013年にはロンドン証券取引所のAIM (代替投資市場)に上場した。2019年から2022年まで、「フロンティア・ファウンドリー (Frontier Foundry) 」というレーベルからサードパーティのゲームを発売。

## 歴史
フロンティア・デベロップメンツの開発は、1984年にエイコーン・コンピュータのソフトウェア部門であるエイコンソフトから発売された『エリート』の続編かつ1993年にAmiga CD32に移植され、アメリカのゲームテックと日本のコナミから発売された『フロンティア エリートII』と、その続編として1995年にゲームテックから発売された『フロンティア ファースト エンカウンターズ』に始まる。なおこのエリートシリーズの生みの親であるデビッド・ブレイベンは2008年に全権利を同社に譲渡している。
フロンティア・デベロップメンツは、他にもソニー・コンピュータエンタテインメントからPlayStation 2で発売された犬を操作するアクションアドベンチャーゲーム『ドッグズライフ』、遊園地建設管理シミュレーションゲームとしては、ルーカスアーツから発売された『スリルビル』やローラーコースタータイクーンシリーズなど多くのゲームを制作している。また、同社は「ウォレスとグルミットシリーズ」のゲームも制作しており、2003年にはBAM!エンターテインメントから発売された『ウォレスとグルミット・イン・プロジェクト・ズー』、2005年にはコナミから発売された映画『ウォレスとグルミット 野菜畑で大ピンチ!』のタイアップゲームも制作している。2008年には、任天堂のWiiウェア向けのローンチタイトルとし日本ではスクウェア・エニックスから発売された『ロストウィンズ』、2009年にはその続編として同じくスクウェア・エニックスから発売された『ロストウィンズ ウィンター オブ メロディアス』も制作した。2010年、フロンティア・デベロップメンツはマイクロソフトのXbox 360用コントローラKinect向けにバーチャルペットゲーム『キネクティマルズ』を開発。2011年には『Kinect: ディズニーランド・アドベンチャーズ』と『キネクティマルズ』のダウンロードコンテンツである『キネクティマルズ ナウ ウィズ ベアーズ!（拡張パック）』を開発し、そのほか『ロストウィンズ』はiOS版、『Kinectimals』はiOS版およびWindows Phone版として移植された。そして、2005年以降、発売元であるコードマスターズの資金提供を受け、ワシントンDCを舞台にしたアクションアドベンチャーゲーム「アウトサイダー (The Outsider) 」の開発に5年費やしていたが、2011年1月、コードマスターズの経営陣変更による影響で、完全にプロジェクトが中止され、30人近いスタッフが解雇された。
- 2012年
  - iOS向けに『コースタークレイジー (Coaster Crazy) 』を発売。
  - 8月、カナダのノバスコシア州ハリファックスにデビッド・ウォルシュが代表を務める北米スタジオ『Frontier Developments Inc.』を開設した（2015年1月に閉鎖）。
  - フロンティア・デベロップメンツは1998年から「エリート4 (Elite 4) 」という仮タイトルでエリートシリーズの続編を計画していた。同社は2012年末にKickstarterキャンペーンを成功させ、続編のタイトルが『エリート デンジャラス』であることを明かした。

- 2013年
  - 7月15日、フロンティア・デベロップメンツはロンドン証券取引所のAIM (代替投資市場)（英語版）に上場した。
  - 11月22日、マイクロソフト・スタジオのXbox OneおよびXbox 360に向けた動物園の建設管理シミュレーションゲーム『ズー タイクーン』を発売し、同年12月には『エリート デンジャラス』の支援者によるアルファテストを開始した。

- 2014年
  - 12月16日、『エリート デンジャラス』のWindows版とOS X版が発売された。

- 2015年
  - 3月、Xbox 360とXbox One向けのテーマパーク建設管理シミュレーションゲーム『スクリームライド（英語版）』を、北米は3月3日に、欧州は3月6日に発売した。

- 2016年
  - 9月17日、ローラーコースター・タイクーンシリーズに似た建設管理シミュレーションゲーム『プラネットコースター』を発売すると、このゲームがヒットし、エリートシリーズに並ぶフロンティアの代表作になった。そして、この『プラネットコースター』を皮切りに、フロンティア・デベロップメンツは、今後自社が開発したゲームはすべて自社から発売することを発表した[7]。

- 2017年
  - 1月3日、フロンティア・デベロップメンツは2004年に発売された『ローラーコースタータイクーン3』のロイヤリティをめぐって十分に支払われていないとしてATARIを訴えたとTMZが報じた[8]。フロンティア・デベロップメンツは、337万ドル必要なのに117万ドルしか受け取っていないと報じた。当時フロンティア・デベロップメンツのCOOだったデビッド・ウォルシュ (David Walsh) はGameSpotのインタビューでこの報告を確認し、2016年4月以来、法的措置をとらずに問題の解決を試みてきたと述べた[9]。
  - 2月6日、フロンティア・デベロップメンツはユニバーサル・ピクチャーズから、「世界的に有名な不朽の映画シリーズ」であり、3作目の自社発売タイトルに使用されるライセンス権を獲得したと発表した[10]。そして、これはのちに『ジュラシック・ワールド・エボリューション』であると判明する[11]。
  - 7月26日、同社の『エリート デンジャラス』、『プラネットコースター』、『ジュラシック・ワールド・エボリューション』に焦点を当てたプレス・コミュニティ向けイベント「フロンティア エキスポ 2017 (Frontier Expo 2017) 」を開催することを発表し[12]、このイベントは同年10月7日にイギリス・ロンドンのクイーン・エリザベス・オリンピック・パークで開催された[13]。
  - 7月28日、Eurogamerの記者は、中国の投資会社Tencentが、9%の株式を購入したと報じた[14]。

- 2020年
  - 3月10日、フォーミュラ1とスーパーライセンスに基づく複数の経営シミュレーションゲームを開発・発売する契約を締結したと発表した。この契約により、フロンティア・デベロップメンツは2022年の『F1 マネージャー2022（英語版）』を皮切りに、一定の財務業績基準値の達成を条件として2025年までに計4本のゲームを発売する計画を組んだ[15]。

- 2021年
  - 6月10日、2018年発売の恐竜テーマパーク建設管理シミュレーションゲームの続編『ジュラシック・ワールド・エボリューション2（英語版）』を年内に発売すると発表した[16]。

- 2022年
  - 3月10日、『エリート デンジャラス』の最新拡張パックである『エリート デンジャラス オデッセイ』で相次いだバグに対処できなくなったため、当時CEOだったデビッド・ブレイベンが謝罪する事態にまで発展したが[17]、最終的にはコンソールでの開発をすべて中止し、今後のコンテンツはPC版のみに限定することを決定した[18]。
  - 8月10日、フロンティア・デベロップメンツはデビッド・ブラベンがCEOの職を退き、新たに設立された社長兼創業者という役職に就くと発表した。新CEOには、同社に24年間在籍し、過去10年間はチーフ・クリエイティブ・オフィサーを務めていたジョニー・ワッツ (Jonny Watts) が就任した。また、2012年から会長職を務めていたデビッド・ギャモン（David Gammon）が2022年12月に退任し、新たにデビッド・ウィルトン (David Wilton) が会長職に就任することも発表された[19]。
  - 11月2日、フロンティア・デベロップメンツは半年前にフロンティア・ファウンドリー・レーベルから発売された『ウォーハンマー 40,000 カオスゲート デーモンハンターズ』の成功を受け、コンプレックス・ゲームズ (Complex Games) の買収を完了したと発表した[20]。

- 2023年
  - 10月17日、組織の見直しのためスタッフを解雇することを人数非公表で発表した[21]。

### 販売レーベルとして
- 2019年
  - 6月、フロンティア・デベロップメンツは「フロンティア・パブリッシング (Frontier Publishing) 」という新たな販売レーベルのもと、サードパーティ開発者のゲームの販売を開始すると発表し、その最初の提携パートナーとなったブルガリアのゲーム開発会社「ヘミモント ゲームズ (Haemimont Games)」の時期プロジェクトを販売することが明らかになった[22][23]。その後、このゲームは『ストランデッド エイリアン ダウン (Stranded: Alien Dawn) 』と名付けられ、2022年10月12日にSteamで早期アクセスタイトルとして[24]、2023年4月25日に製品版として発売された[25]。

- 2020年
  - ゲームズコム2020でフロンティア・デベロップメンツは、販売レーベルを「フロンティア・ファウンドリー (Frontier Foundry) 」に改名し、2020年にカナダのゲーム開発会社「チェイシング ラッツ ゲームズ (Chasing Rats Games) 」の『ストラグリング (Struggling) 』[26]、2021年に同じくカナダのゲーム開発会社「ラットループ ゲームズ (Ratloop Games) 」の『レムニス ゲート (Lemnis Gate) 』を販売すると発表した[27]。

- 2021年
  - 6月3日、ゲームズワークショップのイベント「ウォーハンマー スカルス (Warhammer Skulls) 」において、フロンティア・ファウンドリーは1998年に発売されたターン制ゲーム『ウォーハンマー 40,000 カオスゲート (Warhammer 40,000 Chaos Gate) 』のリブート版『ウォーハンマー 40,000 カオスゲート デーモンハンターズ (Warhammer 40,000 Chaos Gate - Daemonhunters) 』を発売すると発表した[28]。このリブートはカナダのゲーム開発会社であるコンプレックス・ゲームズ (Complex Games) が開発し、フロンティア・ファウンドリーから2022年に販売された。
  - 6月13日から開催中のE3にて、『レムニス ゲート』を8月3日に発売し[29]、ベータテストを7月に予定していると発表した[30]。

- 2022年
  - 1月11日、スイスのゲーム開発会社「オコモーティブ (Okomotive) 」が開発した『ファー ローン セイルス (FAR: Lone Sails) 』の続編『ファー チェンジング タイズ (FAR: Changing Tides) 』について、同年3月1日にフロンティア・ファウンドリーから販売することが明らかになった[31]。
  - 3月24日、GamesRadar+の主催で開催されたイベント「フューチャー ゲームズ ショウ スプリング ショーケース 2022 (Future Games Show Spring Showcase 2022) 」の一部として『デリバー アズ ザ ムーン (Deliver Us The Moon) 』の10年後を舞台にした『デリバー アズ マーズ (Deliver Us Mars) 』について、オランダのゲーム開発会社「ケオケン インタラクティブ (KeokeN Interactive) 」が開発し、フロンティア・ファウンドリーから販売することが明らかになった[32]。
  - 8月25日、アメリカ・ラスベガスのゲーム開発会社「ペトログリフ ゲームズ (Petroglyph Games) 」が開発し、フロンティア・ファウンドリーが販売するリアルタイム戦略ゲーム『ザ グレート ウォー ウェスタン フロント (The Great War: Western Front) 』が、8月24日に開催されたゲームズコム2022の「フューチャー ゲームズ ショウ (Future Games Show) 」の一部として発表された[33]。

- 2023年
  - 2023年6月14日、フロンティア・ファウンドリーの業績に関する総括の結果、同レーベル下で発売されたほとんどのゲームが発売後1年以内に黒字化しなかったという不本意な業績により、今後のすべてのサードパーティ販売活動を中止するという結論に達したことが発表された。すでに発売されたゲームは引き続きサポートされるが、今後同レーベルから発売されるゲームはないことが明言された。その代わりに、この目的のために割り当てられるはずだった今後の資金は、社内のゲーム制作に転用されることになった[34]。

## ゲーム

### 開発したゲーム
| 年   | タイトル                                                    | 販売                                                                        | プラットフォーム                                                                   |
| ---- | ----------------------------------------------------------- | --------------------------------------------------------------------------- | ---------------------------------------------------------------------------------- |
| 1995 | フロンティア ファースト エンカウンターズ                    | ゲームテック (GameTek)                                                      | MS-DOS, Microsoft Windows, Classic Mac OS, Linux                                   |
| 1996 | ダークサイド                                                | 株式会社セガ・エンタープライゼス                                            | Sega 32X                                                                           |
| 1998 | V2000                                                       | グロリエ (Grolier Interactive Inc.)                                         | Microsoft Windows, PlayStation                                                     |
| 2000 | インフェステイション                                        | ユービーアイ ソフト エンターテインメント                                    | Microsoft Windows, PlayStation                                                     |
| 2003 | ダークサイド EMP                                            | フロンティア・デベロップメンツ                                              | Pocket PC                                                                          |
| 2003 | ローラーコースタータイクーン                                | インフォグラム・インタラクティブ                                            | Xbox                                                                               |
| 2003 | ウォレスとグルミット イン プロジェクト ズー                 | BAM!エンターテインメント (BAM! Entertainment)                               | Microsoft Windows, Xbox, PlayStation 2, ニンテンドー ゲームキューブ                |
| 2003 | ドッグズライフ                                              | 株式会社ソニー・コンピュータエンタテインメント                              | PlayStation 2                                                                      |
| 2003 | ローラーコースタータイクーン2 ワッキーワールド (拡張パック) | インフォグラム・インタラクティブ                                            | Microsoft Windows                                                                  |
| 2003 | ローラーコースタータイクーン2 タイムツイスター (拡張パック) | アタリ・インタラクティブ                                                    | Microsoft Windows                                                                  |
| 2004 | ローラーコースタータイクーン3                               | アタリ・インタラクティブ (PC) フロンティア・デベロップメンツ (iOS)          | Microsoft Windows, OS X, iOS                                                       |
| 2005 | ローラーコースタータイクーン3 ソークト ! (拡張パック)       | アタリ・インタラクティブ                                                    | Microsoft Windows, OS X                                                            |
| 2005 | ローラーコースタータイクーン3 ワイルド ! (拡張パック)       | アタリ・インタラクティブ                                                    | Microsoft Windows, OS X                                                            |
| 2005 | ウォレスとグルミット 野菜畑で大ピンチ!                      | コナミ株式会社                                                              | PlayStation 2, Xbox                                                                |
| 2006 | スリルビル                                                  | ルーカスアーツ・エンターテインメント・カンパニー有限会社 アタリ・ヨーロッパ | PlayStation 2, Xbox, PlayStation Portable                                          |
| 2007 | スリルビル オフ ザ レール                                   | ルーカスアーツ・エンターテインメント・カンパニー有限会社                    | PlayStation 2, Xbox 360, PlayStation Portable, Nintendo DS, Wii, Microsoft Windows |
| 2008 | ロストウィンズ                                              | フロンティア・デベロップメンツ                                              | iOS, Wii, Microsoft Windows                                                        |
| 2009 | ロストウィンズ ウィンター オブ メロディアス                 | フロンティア・デベロップメンツ                                              | iOS, Wii, Microsoft Windows                                                        |
| 2010 | キネクティマルズ                                            | マイクロソフトゲームスタジオ                                                | Xbox 360, Windows Phone, iOS, Android                                              |
| 2011 | キネクティマルズ ナウ ウィズ ベアーズ!（拡張パック）        | マイクロソフトスタジオ                                                      | Xbox 360, Windows Phone, iOS, Android                                              |
| 2011 | Kinect: ディズニーランド・アドベンチャーズ                  | マイクロソフトスタジオ                                                      | Xbox 360                                                                           |
| 2012 | コースタークレイジー (Coaster Crazy)                        | フロンティア・デベロップメンツ                                              | iOS                                                                                |
| 2013 | コースタークレイジー デラックス (Coaster Crazy Deluxe)      | フロンティア・デベロップメンツ                                              | Wii U, iOS                                                                         |
| 2013 | ズー タイクーン                                             | マイクロソフトスタジオ                                                      | Xbox 360, Xbox One                                                                 |
| 2014 | テイルズ フロム ディープ スペース (Tales from Deep Space)   | アマゾンゲームスタジオ                                                      | Fire OS, iOS                                                                       |
| 2014 | エリート デンジャラス                                       | フロンティア・デベロップメンツ                                              | Microsoft Windows, OS X, PlayStation 4, Xbox One                                   |
| 2015 | スクリームライド                                            | マイクロソフトスタジオ                                                      | Xbox 360, Xbox One                                                                 |
| 2015 | エリート デンジャラス ホライゾン                            | フロンティア・デベロップメンツ                                              | Microsoft Windows, Xbox One, PlayStation 4                                         |
| 2016 | エリート デンジャラス アリーナ                              | フロンティア・デベロップメンツ                                              | Microsoft Windows, Xbox One                                                        |
| 2016 | プラネットコースター                                        | フロンティア・デベロップメンツ                                              | Microsoft Windows, macOS, PlayStation 4, Xbox One, PlayStation 5, Xbox Series X/S  |
| 2018 | ジュラシック・ワールド・エボリューション                    | フロンティア・デベロップメンツ                                              | Microsoft Windows, PlayStation 4, Xbox One, Nintendo Switch                        |
| 2019 | プラネット ズー                                             | フロンティア・デベロップメンツ                                              | Microsoft Windows, PlayStation 5, Xbox Series X/S                                  |
| 2021 | エリート デンジャラス オデッセイ                            | フロンティア・デベロップメンツ                                              | Microsoft Windows, PlayStation 5, Xbox Series X/S                                  |
| 2021 | ジュラシック・ワールド・エボリューション2                   | フロンティア・デベロップメンツ                                              | Microsoft Windows, PlayStation 4, Xbox One, PlayStation 5, Xbox Series X/S         |
| 2022 | F1 マネージャー2022                                         | フロンティア・デベロップメンツ                                              | Microsoft Windows, PlayStation 4, Xbox One, PlayStation 5, Xbox Series X/S         |
| 2023 | F1 マネージャー2023                                         | フロンティア・デベロップメンツ                                              | Microsoft Windows, PlayStation 4, Xbox One, PlayStation 5, Xbox Series X/S         |
| 2023 | ウォーハンマー エイジ オブ シグマー レルムズ オブ ルーイン  | フロンティア・デベロップメンツ                                              | Microsoft Windows, PlayStation 5, Xbox Series X/S                                  |

### 販売したゲーム
| 年   | タイトル                                               | 開発                                                | プラットフォーム                                                                            |
| ---- | ------------------------------------------------------ | --------------------------------------------------- | ------------------------------------------------------------------------------------------- |
| 2020 | ストラグリング (Struggling)                            | チェイシング ラッツ ゲームズ (Chasing Rats Games)   | Microsoft Windows, Nintendo Switch, PlayStation 4, Xbox One                                 |
| 2020 | ローラーコースタータイクーン3 コンプリートエディテョン | フロンティア・デベロップメンツ                      | Microsoft Windows, Nintendo Switch                                                          |
| 2021 | レムニス ゲート                                        | ラットループ ゲームズ カナダ (Ratloop Games Canada) | Microsoft Windows, PlayStation 4, Xbox One, PlayStation 5, Xbox Series X/S                  |
| 2022 | ファー チェンジング タイズ                             | オコモーティブ (Okomotive)                          | Microsoft Windows, PlayStation 4, Xbox One, PlayStation 5, Xbox Series X/S, Nintendo Switch |
| 2022 | ウォーハンマー 40,000 カオスゲート デーモンハンターズ  | コンプレックス・ゲームズ (Complex Games)            | Microsoft Windows                                                                           |
| 2023 | ストランデッド エイリアン ダウン                       | ヘミモント ゲームズ                                 | Microsoft Windows, PlayStation 4, Xbox One, PlayStation 5, Xbox Series X/S                  |
| 2023 | デリバー アズ マーズ                                   | ケオケン インタラクティブ (KeokeN Interactive)      | Microsoft Windows, PlayStation 4, Xbox One, PlayStation 5, Xbox Series X/S                  |
| 2023 | ザ グレート ウォー ウェスタン フロント                 | ペトログリフ ゲームズ                               | Microsoft Windows                                                                           |